# Міф про Креси
Міф про Креси (пол. mit Kresów; термін міф у польській мові не завжди означає хибне уявлення, як в англійській) — також відомий як культ Кресів (пол. kult Kresów) або легенда Кресів (пол. legenda Kresów) — це назва, що описує певний тип польського шовіністичного світогляду або ставлення, пов'язаного з ностальгічним сприйняттям колишніх східних прикордонних земель Польщі (Креси), переважно в етнонаціоналістичному ключі, іноді — як мультикультурного простору, в якому домінує польська культура.  
За словами Андрія Портнова, Креси сприймаються навіть як «втрачений рай» польської «цивілізаційної місії», водночас як місце «кривавих і романтичних зіткнень з козаками й татарами». Креси були частиною Речі Посполитої та Другої Польської Республіки, але після падіння останньої вже не належать Польщі, а є частиною сучасної України, Білорусі та Литви. У деяких визначеннях Креси включають території, що виходять за межі міжвоєнної Польщі. Особливо після територіальних змін і масових переселень часів Другої світової війни, ностальгія зосередилась на Віленщині та Східній Галичині, зокрема на Львові (пол. Lwów).
Стверджується, що прихильники цього дискурсу часто зосереджуються виключно на поляках, які жили на Кресах, і не приділяють належної уваги українському, литовському, русинському чи білоруському населенню регіону.

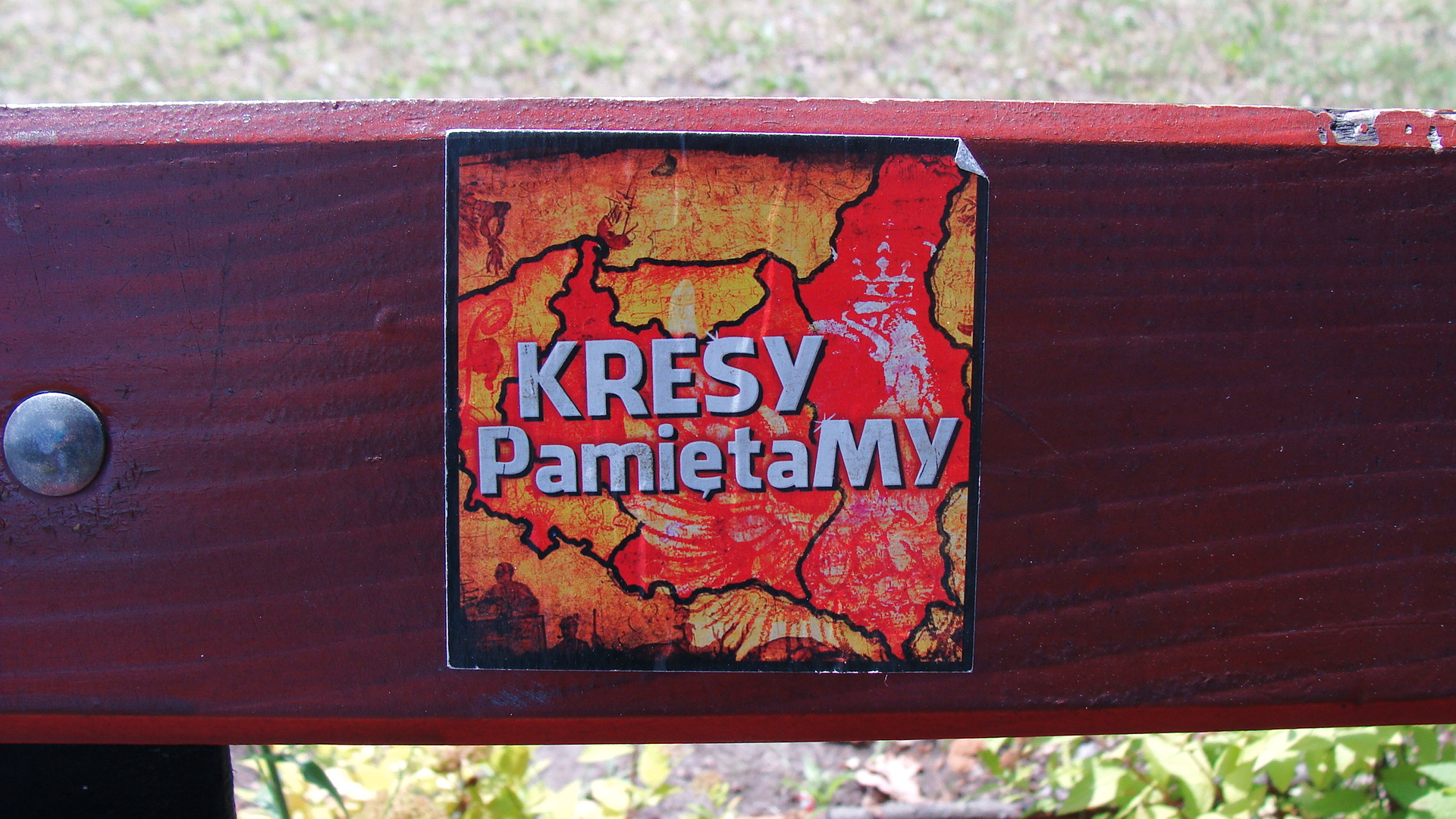
Наліпка, що ілюструє міф про Креси. Kresy Pamiętamy означає «Ми пам’ятаємо Креси».

## Міфологія
Міф про Креси є важливим елементом деяких варіантів польської національної міфології.  За словами Богуслава Бакули, це високо орієнталістський постімперський наратив. 
Історик Данієль Бовуа закликав відмовитися від міфу про Креси, вважаючи його історично хибним і заснованим на ідеї польської культурної вищості над білоруською, литовською та українською культурами.
Лешек Шаруга писав:
«Міф про Креси — це міф, що в багатьох аспектах базується на сентиментальному самообмані поляків. Механізм, завдяки якому цей самообман діяв, можна зрозуміти, але це не означає, що його слід повністю приймати.»
Антоні Полонскі вважає таку оцінку особливо жорсткою.
Марія Яніон порівнює міф про Креси з американським міфом про Дикий Захід. Декілька дослідників, зокрема Роберт Траба, вказують на подібність міфу про Креси до німецького дискурсу про Східну Пруссію. Креси розглядаються як «форпост християнства», подібно до того, як Східна Пруссія вважалася «форпостом германства».
Агнєшка Нємойевська писала:
«Міф зображає Річ Посполиту не такою, якою вона була насправді, а такою, якою її хотіли б пам’ятати. Польща — сильна, шанована, захищена за міцним муром шляхетських маєтків і озброєна лицарським етосом. Простими словами: Польща, яку можна було б любити.»
Мілітаристський елемент міфу, що виріс із сарматського міфу, був розвинений у творах Генрика Сенкевича.
За Нємойевською, одним з основних джерел міфу стали Балади й романси Адама Міцкевича, які протиставляють просвітницькому раціоналізму альтернативну правду, що базується на романтизмі та ритуалах, переданих з покоління в покоління. Вона зазначає, що різні польські автори використовували елементи цього міфу у своїх творах, зокрема Станіслав Лем (Високий Замок, 1966) і Тадеуш Конвіцький (Хроніка любовних подій, 1974). Навіть Чеслав Мілош, який зазвичай уникав сентиментальних міфів, певною мірою використав елементи міфу про Креси у своїх описах Литви.
Однак Бакула вважає, що найповніше вираження цього міфу відбувається не в літературі, а в академічних та історичних працях.